# Минимум Дальтона

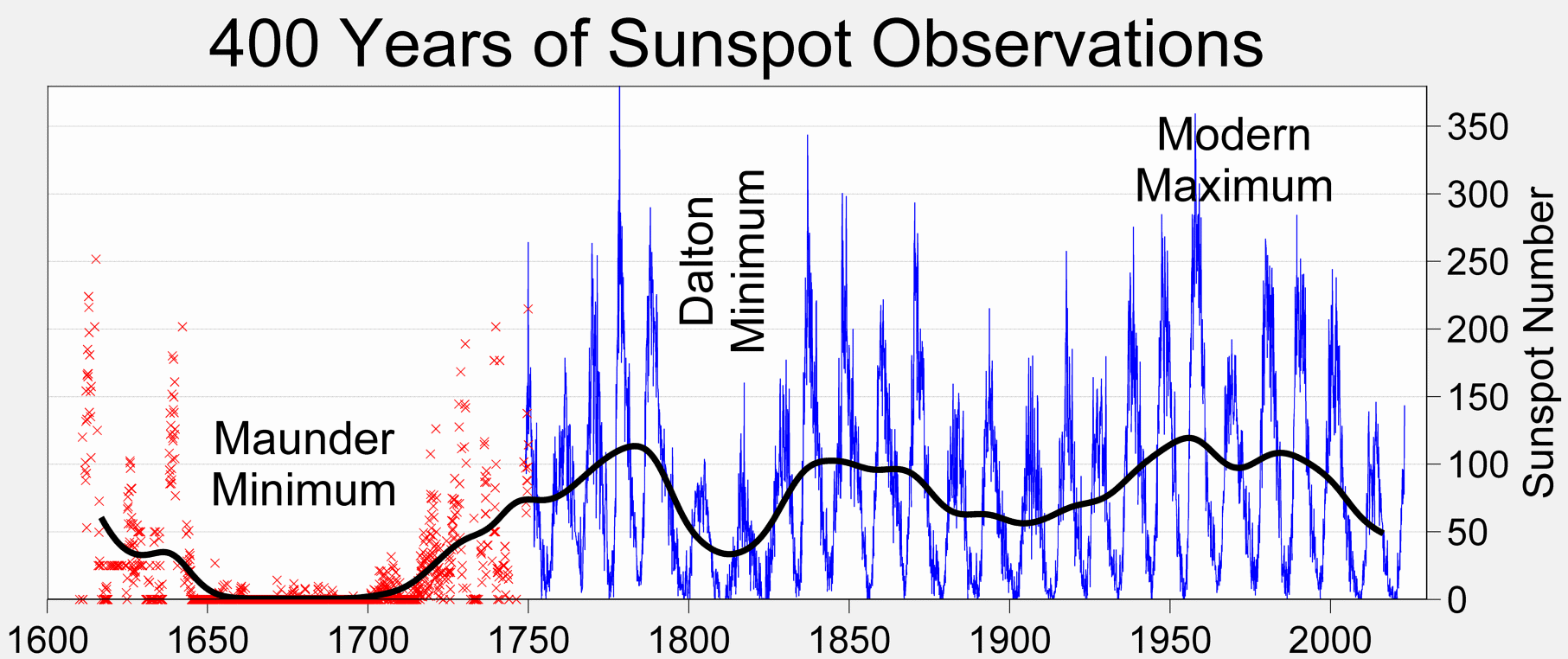
Минимумы солнечной активности на протяжении последних 400 лет

Минимум Дальтона — период низкой солнечной активности, названный в честь английского метеоролога Джона Дальтона, длившийся примерно с 1790 по 1830 годы (от 4 до 7 цикла солнечной активности). Как и минимумы Маундера и Шпёрера, минимум Дальтона совпал с периодом понижения средних глобальных температур.